# 威廉·班森
威廉·薛佛·班森（英語：William Shepherd Benson，1855年9月25日—1932年5月20日）海軍上將，美國海軍第一任海軍作戰部長，同時也是第一次世界大戰中，美國海軍最高領導人。

## 早年生活
班森出生於喬治亞州比伯县梅肯市，1877年畢業於美國海軍官校，見習官班森先後服役於單桅砲艦哈特福號（USS Hartford，IX-13）與老憲法號（USS Old Constitution，IX-21），1881年授階少尉，加入在亞道弗斯·格里利中尉的極地遠征隊，並在遠征隊中的砲艦楊提克號（USS Yantic，IX-32）號上服役（1881年－1884年），之後參與了砲艦海豚號（USS Dolphin，PG-24）的世界巡航之行（1888年－1889年），1893年升上尉，班森在進入廿世紀的最後一項海上勤務是服役於加護級巡洋艦芝加哥號（USS Chicago，CA-14/CL-14）。
1900年升少校，1905年升中校，1909年升上校。1909年被任命為太平洋艦隊參謀長兼加護級巡洋艦奧爾巴尼號（USS Albany，PG-36/CL-23）的艦長，到1911年轉任戰艦猶他號（USS Utah，BB-31）艦長。1913年到1915年間擔任費城海軍造船場指揮官，1915年班森被調回華盛頓，晉升少將並擔任第一任的海軍作戰部長。

## 第一次世界大戰
班森少將盡全力鞏固這個新軍事組織的地位，並明確海軍作戰部長的職責——負責美國海軍的計劃、訓練、與作戰。1916年，因國會命令而晉升為海軍上將。由於他的不懈努力，美國海軍迅速介入加勒比海，中美洲，與歐戰。當美國在1917年4月加入第一次世界大戰後，班森上將監督美國海軍的擴建與運輸美國陸軍進入歐陸。1918年11月休戰後，班森上將則前往法國參與和平協定的談判。

## 退休
班森上將於1919年11月卸任海軍作戰部長一職，回復永久少將軍階，並從1920年到1928年間擔任美國船舶理事會（U.S.Shipping Board，現為聯邦海事委員會，Federal Maritime Committee）的主席。由於他也是第一位晉升海軍最高職位的天主教徒，因此他也被任命為美國天主教國家評議會（National Council of Catholic Men）會長。
班森於1930年列入退役名單，並回復為上將官階。班森上將於1932年逝於華盛頓特區，並安葬於阿靈頓國家公墓。班森的妻子瑪麗·懷絲（Mary A. Wyse）於1953年過世，並與班森上將合葬。

## 榮譽
班森級驅逐艦班森號（USS Benson，DD-421 ）與人員運輸艦班森上將號（USS Admiral W. S. Benson，AP-120 ）是用以榮耀班森上將。

## 註解
1. ↑  後由中華民國海軍接收，改名洛陽號（DD-14），見中國軍艦博物館 （页面存档备份，存于） （中文）
2. ↑  後改名丹尼爾·索頓上將號（USS General Daniel I. Sultan，T-AP-120），見NavSource Naval History （页面存档备份，存于） （英文）

## 外部連結
William Shepherd Benson, Admiral, United States Navy－ARLINGTON NATIONAL CEMETERY]

Admiral William S. Benson, USN （页面存档备份，存于）－NAVAL HISTORICAL CENTER

Knights of Columbs Admiral William S. Benson
| 前任： 無 | 美國海軍作戰部長 1915年-1919年 | 繼任： 羅伯特·昆茲 |